# Guizotia scabra
Guizotia scabra là một loài thực vật có hoa trong họ Cúc. Loài này được (Vis.) Chiov. mô tả khoa học đầu tiên.